# 魔法老師商品列表
此頁為日本漫畫家赤松健的漫畫作品《魔法老師》的商品介紹頁。

## CD
2004年開始，Star Child已經推出各個角色的CD。當時的銷量已經相當之高，每隻單曲唱片推出首週通常均能到達當週公信榜（Oricon）十大。在動畫播出後期，更有人發起購買運動，目的是將之推到一週的榜首（雖然未能成功）。而到目前，各種CD（包括廣播劇以及動畫主題曲）的累計總銷量已超過一百萬張（公信榜統計），連一般日語歌手也很少能到達此數目。
《魔法老師 班級聲優系列》（魔法先生ネギま！ 声のクラスメイトシリーズ）
是以2005年電視動畫版為主體的CD，台灣代理商為勝利國際多媒體。

## 遊戲
本作曾推出五個PS2遊戲、兩個GBA遊戲、兩個NDS遊戲及一個Wii遊戲。PS2版本均由KONAMI（科樂美）製作，而GBA、NDS及Wii版本則由Marvelous Interactive（已於2007年6月30日被母公司Marvelous Entertainment吸收合併）製作。

### PlayStation 2
- 第1堂課 這個小孩子老師是魔法使!（魔法先生ネギま! 1時間目 お子ちゃま先生は魔法使い!）

2005年1月20日發售，CERO評級為「只適合18歲以上人士遊玩」。以下簡稱「1時間目」。
故事發生在涅吉·史普林菲爾德於麻帆良學園女子中等部2-A班任教1個月後。遊戲目標和漫畫版一樣，是以「2-A班要於期末考試中擺脫最後一名」為目標；另外，涅吉還需要獨力拯救在校園內接連發生的吸血鬼咬人事件中受害的學生，並且要打倒依文潔琳。
但和漫畫版有少許不同，例如：和依文潔琳於聯絡橋上的一戰是發生在考試前一星期，而不是在考試後；而於這場戰鬥中，如果玩家打輸了，還需要在考試前一天於圖書館島的地下圖書室多打一場。另外，前往圖書館島拿取「麥基洗德之書」的人可以不一定是元祖「笨蛋戰隊」成員。
遊戲由1個主要故事及13個小故事所組成，小故事包括：
1. 朝倉和美
2. 神樂坂明日菜
3. 絡繰茶茶丸
4. 近衛木乃香
5. 櫻咲剎那
6. 佐佐木蒔繪
7. 啦啦隊3人（柿崎美砂、釘宮圓、椎名櫻子）
8. 長瀨楓
9. 鳴瀧姊妹（鳴瀧風香、鳴瀧史伽）
10. 長谷川千雨
11. 依文潔琳
12. 宮崎和香
13. 雪廣綾香

合共16人。
而本遊戲的主題歌名是，由佐藤利奈所唱的。
該集被Fami通評為29分(8，7，7，7)(最高為40分)。
- 第2堂課 戰鬥吧少女們! 麻帆良大運動會特輯!（魔法先生ネギま! 2時間目 戦う乙女たち! 麻帆良大運動会SP!）

2005年7月28日發售，CERO評級為「只適合18歲以上人士遊玩」。以下簡稱「2時間目」。
故事發生在期終考試後，並且和1時間目中宮崎和香的小故事有關。由於校長發現學生們的體力下降，所以就決定於遊戲開始後兩星期舉行運動祭，而運動祭後就是畢業旅行。只不過在運動祭前兩星期，不斷有怪事針對3-A班發生；而最嚴重的一件事就是涅吉竟答應了麻帆良學園聖鳥爾斯拉女子高中3-D班，如果3-A班不能打贏3-D班，涅吉就會和她們一起去旅行（但涅吉根本未曾答應此事）。結果之後針對3-A班的怪事越來越多，令涅吉感到非常可疑之際，於1時間目中，在宮崎和香小故事內登場的「共步」再次出現。「共步」並且揚言會更改3-A班同學的夢，令她們討厭涅吉！所以遊戲的目標就是：涅吉除了要在運動祭當是要拿到比3-D班更好的成績，和3-A班一起去京都、奈良旅行外，還需要再次封印「共步」，並且防止「共步」成功修改3-A班同學的夢。
而故事共有兩個版本：
1. 有「共步」小故事存在。玩家除了需要提高學生的體力外還需要對付「共步」。
2. 沒有「共步」小故事存在。玩家只需要集中提高學生的體力就足夠。

另外兩個故事內容亦會有少少不同。
遊戲由1個主要故事及11個小故事所組成，小故事包括：

1. 神樂坂明日菜
2. 近衛木乃香
3. 櫻咲剎那
4. 圖書館探險部（綾瀨夕映、近衛木乃香、早乙女春奈、宮崎和香）
5. 體育會系5人組（明石裕奈、和泉亞子、大河內晶、春日美空、佐佐木蒔繪）
6. 中華發明肉包（古菲、超鈴音、葉加瀨聰美、四葉五月）
7. 修學旅行留在宿舍之組（絡繰茶茶丸、依文潔琳）
8. 啦啦隊3人和千羽（柿崎美砂、釘宮圓、椎名櫻子、長谷川千雨）
9. 班長和雙子（雪廣綾香、鳴瀧風香、鳴瀧史伽）
10. 巨乳和貧乳（村上夏美）
11. 卡摩和Suraimo（涅吉、卡摩）

共27人
而本遊戲的主題歌名是，由佐藤利奈及神田朱未所唱的。
該集被Fami通評為30分(8，7，7，8)(最高為40分)，為所有PS2版本之中評分最高的一集。
- 課外授業 少女們心動的海灘風情（魔法先生ネギま! 課外授業 乙女のドキドキ ビーチサイド）

2006年3月23日發售。CERO評級為「只適合18歲以上人士遊玩」；後來因為CERO更改評級標準，故變成了「D級」（17歲以上推薦）。
故事發生在畢業旅行之後，是京都「親熱接吻大作戰」的延續版。涅吉於魔法網絡看到納吉用過之「So-Ma的酒杯」的贗品後，就突然很想得到真品，而同一時間雪廣集團全資擁有但未開業的大型水上樂園「麻帆良樂園渡假區」建成，所以班長雪廣綾香就請3-A全班同學優先去遊玩。之後全班就討論在樂園內可以玩甚麼，最終決定搞一個派對，並請涅吉一起遊玩。到當日，全班31人分為6組，在四日內互相較量，勝出的一組除了可以得到全年免費入場證外，還可以得到「So-Ma的酒杯」，所以就令涅吉都很想參戰，只不過評判超鈴音以「遊戲的設計只適合女生玩，並不適合男生玩」為由一口拒絕給涅吉參賽，但這時其他同學說如果涅吉加入其中一組做指導員而且令她們勝出的話，就會將「So-Ma的酒杯」讓給他，涅吉這時非常開心，因為他有機會拿到納吉用過的酒杯，只不過其實這場比賽還有一個隱藏的副獎，就是「和涅吉Kiss」。
而今集和先前兩集有少少分別：遊戲內的29個3-A學生都是以3D電腦繪圖所組成，並且以5個訓練及12個小遊戲為遊戲的骨幹，玩家可以在訓練及玩小遊戲的時候看到3-A班同學的動作及表情，而且可以購買泳衣和裝飾物給3-A學生穿上及帶上。
遊戲內的6組分別是：（以粗體標示者為組長）
A組：神樂坂明日菜、近衛木乃香、櫻咲剎那、鳴瀧風香、鳴瀧史伽
B組：綾瀨夕映、古菲、早乙女春奈、長瀨楓、宮崎和香

C組：明石裕奈、和泉亞子、大河內晶、春日美空、佐佐木蒔繪

D組：朝倉和美、柿崎美砂、釘宮圓、椎名櫻子、長谷川千雨（千羽）、相坂小夜（名義上是D組的人，但不會參賽）
E組：龍宮真名、那波千鶴、村上夏美、雪廣綾香、扎吉
F組：絡繰茶茶丸、超鈴音、葉加瀨聰美、依文潔琳、四葉五月（因為要負責經營店鋪，所以不會參賽）
該集被Fami通評為29分(8、7、7、7)(最高為40分)。
- 第3堂課 戀愛和魔法和世界樹傳說（ネギま!? ３時間目 ～恋と魔法と世界樹伝説！～）

2006年11月16日發售，CERO評級為「B級」（12歲以上推薦）。以下簡稱「3時間目」。
故事發生在麻帆良祭前。當涅吉一班想決定於麻帆良祭其間作甚麼活動時，涅吉、剎那及依文潔琳等人突然被校長叫進校長室，而校長這時對涅吉他們說：世界樹的力量正暴走，如果不理會這力量的話，這力量最後就會失控，麻帆良祭亦需要中止。當涅吉聽到「麻帆良祭可能會中止」時，就向校長保證會讓麻帆良祭順利舉行。但當涅吉的一班在決定舉辦甚麼活動後作採排時，因世界樹的力量暴走而發生一連串的怪事。在涅吉處理了這些怪事後，為了能根冶問題，所以就帶領一班同學到圖書館島，前往世界樹的最深處找尋怪事根源所在，最後找到怪事的根源，原來是來自一頭雙頭西洋龍，最後涅吉消滅了這頭雙頭西洋龍，令世界樹的暴走力量消失，麻帆良祭亦可順利舉行。
故事以五個小故事作故事作骨幹，但每次只可選擇一個小故事來進行遊戲。
五個小故事作故事分別是：（括號內的人為投票者）
1. 鬼屋（相坂小夜、明石裕奈、春日美空、古菲、椎名櫻子、長瀨楓）
2. 大正Cafe（朝倉和美、柿崎美砂、釘宮圓、早乙女春奈、長谷川千雨、雪廣綾香）
3. 演劇（和泉亞子、大河內晶、佐佐木蒔繪、那波千鶴、村上夏美、札吉）
4. 占卜館（綾瀨夕映、神樂坂明日菜、近衛木乃香、櫻咲剎那、鳴瀧史伽、宮崎和香、※鳴瀧風香）
5. 中華飯店（絡繰茶茶丸、龍宮真名、超鈴音、葉加瀨聰美、依文潔琳、四葉五月）

※鳴瀧風香並無投票給任何一活動；但當玩家決定玩占卜館小故事時，她就會幫助妹妹，一起在占卜館為人占卜。
而戰鬥系統設計和一、二時間目是完全不同。在戰鬥時涅吉亦可以找學生作拍當，提高自身的攻擊，防衛力等等。
和之前兩集比較，最明顯的分別是：
1. 新增片頭歌。
2. 文字冒險模式內的背景圖片由3D電腦繪圖全部改為手繪圖。
3. 沒有在校園內步行的模式。
4. 在戰鬥模式內涅吉可使用的魔法大幅減少。
5. 涅吉使用魔法時可以念出整段魔法咒語(咒語的念法和2005年動畫版內的念法一樣)。
6. 不能在圖片館內觀看大部份於遊戲內出現的特別圖片（爆機圖片除外）。

而本遊戲有兩首主題歌。
1. ，由神田朱未和小林優所唱的。
2. ，由伊藤靜所唱的。

※另外，只在漫畫版內出現的犬上小太郎，於今集內亦會登場（CV：松本幸）。
該集被Fami通評為20分(4、7、4、5)(最高為40分)，為所有PS2版本之中評分最低的一集。
- 日本玩家對於3時間目的批評[1]

雖然3時間目的遊戲結構和前三集相比起上來是簡單了，但在2ch上卻被玩家批評此舉令整套遊戲都變得不好玩，主要原因包括：
1. CG大多數都使用漫畫版的作為藍本。
2. 沒有模式可以欣賞於遊戲中出現的CG，以及該CG只可於ED中觀看是非常不便。
3. 戰鬥時敵人實力太弱，涅吉的魔法太強。
4. 戰鬥時涅吉的拍擋說得過多無謂對白。
5. 角色們的台詞過多，略過台詞的速度亦很慢。
6. 雖然玩一次只需要2-3小時，但要玩31次是很困難，因為平均每個故事要玩5次。
7. 玩家年齡層設定錯誤，令CG和以前的相比起上來不太吸引。

甚至有比較激進的玩家在該網頁中直言「還我1、2時間目(的遊戲設計及故事)」和「課外授業應該叫做『3時間目』才對」等等。
- 夢幻戰略-夢中的少女是公主♥-（ネギま！？どりーむたくてぃっく -夢見る乙女はプリンセス♥-）

2007年4月26日發售，CERO評級為「B級」（12歲以上推薦）。
故事講述當圖書館探險部在圖書館島內談天的時候找到一本發光的書，她們將書帶回去後，早乙女春奈將書本的魔力解放，令整班3-A同學突然患上失眠症。後來發現原來這本書是一本供魔法使在睡覺時仍可練習魔法的魔法書，而3-A同學患上失眠症的原因是春奈不自覺地對這本書增加了「即使不睡覺也可以」的設定。要解除魔法，就必須把書本內的故事完成，而學生亦需要扮演故事內的人物以完成故事。涅吉為拯救3-A的學生們，就施法令學生們睡覺，再於她們的夢中控制她們將故事完成。
今集為戰棋類遊戲，戰鬥系統和以往的設計完全不同，玩家需要在一個回合內安排好學生的位置及動作，去達成某一目的。
而這一集共有八個小故事，玩家必須順序將所有故事完成才可完成遊戲，小故事包括：（粗字體為故事內的支援角色）
1. 灰姑娘（相坂小夜、朝倉和美、神樂坂明日菜、早乙女春奈、龍宮真名、札吉）
2. 小紅帽（春日美空、長瀨楓、鳴瀧史伽、鳴瀧風香、相坂小夜、朝倉和美、早乙女春奈、龍宮真名）
3. 睡美人（明石裕奈、和泉亞子、大河內晶、四葉五月、長瀨楓、鳴瀧史伽、鳴瀧風香、札吉）
4. 西遊記（佐佐木蒔繪、那波千鶴、長谷川千雨、村上夏美、雪廣綾香、神樂坂明日菜、春日美空、四葉五月）
5. 竹取物語（近衛木乃香、櫻咲剎那、超鈴音、葉加瀨聰美、明石裕奈、和泉亞子、大河內晶、佐佐木蒔繪）
6. 白雪公主（柿崎美砂、釘宮圓、古菲、椎名櫻子、早乙女春奈、超鈴音、那波千鶴、葉加瀨聰美、村上夏美、札吉）
7. 人魚公主（綾瀨夕映、絡繰茶茶丸、依文潔琳、宮崎和香、近衛木乃香、櫻咲剎那、長谷川千雨、雪廣綾香）
8. 和涅吉結婚（在8個組別31個學生內自由選出8人）

而本遊戲有兩首主題歌。
1. ，由神田朱未及野中藍所唱的。
2. ，由桑谷夏子及能登麻美子所唱的。

※另外，只在漫畫版內出現的佐倉愛衣及高音·D·古特曼，於今集內亦會首次登場及可以操作。
該集被Fami通評為24分(6，6，6，6)(最高為40分)。

### Wii
- Neo·契約戰鬥！！（ネギま!? ネオ・パクティオーファイト!!）

2007年6月14日發售，CERO評級為「B級」（12歲以上推薦）
故事是依照第二期動畫版的設定製作。
在一個平穩的一天，涅吉、明日菜、古菲、茶茶丸、木乃香、剎那、蒔繪、楓、依文及和香共10人被卓柏卡布拉發現了她們「其他人不知，但非常害羞的秘密」，所以她們就非常緊張地找這頭卓柏卡布拉出來，希望可以保守那個秘密。同一時間，超鈴音研制了一部「異元空間裝置」，卻被卓柏卡布拉錯誤啟動，還令該裝置暴走。結果她們十人就掉到異空間，一方面她們十人要找到這頭卓柏卡布拉以得知它知道她們甚麼秘密，另一方面又要找尋逃離異空間的方法。
玩家可操作的角色包括：
1. 涅吉‧史普林菲爾德
2. 神樂坂明日菜
3. 古菲
4. 絡繰茶茶丸
5. 近衛木乃香
6. 櫻咲剎那
7. 佐佐木蒔繪
8. 長瀨楓
9. 依文潔琳
10. 宮崎和香

共10人。而其餘的都是支援角色，在遊戲中不能操作。

## 電腦軟體
《魔法老師周邊集：課外授業》（魔法先生ネギま! アクセサリ集 課外授業）
Microsoft Windows 98/2000/Me/XP專用CD-ROM，講談社2004年12月21日第1版發行，ISBN 4-06-358208-6。
| 動作環境             | 系統需求                               |
| -------------------- | -------------------------------------- |
| 作業系統             | Microsoft Windows 98/2000/Me/XP 日文版 |
| CPU                  | Pentium Ⅱ 450MHz以上                   |
| RAM可用空間          | 64Megabyte以上                         |
| 顯示卡               | 解析度640×480以上，顯示色彩6萬色以上   |
| 音效卡               | 可播放WAV檔案的PCI音效卡               |
| 光碟機讀取CD-ROM速率 | 8倍速以上                              |
| DirectX版本          | 7.0以上                                |
《魔法老師 FUN DISC：麻帆良祭》（魔法先生ネギま! FUN DISC 麻帆良祭）
Microsoft Windows 98/2000/Me/XP專用CD-ROM，講談社2006年3月22日發售，ISBN 978-4-06-358223-9。
| 動作環境             | 系統需求                               |
| -------------------- | -------------------------------------- |
| 作業系統             | Microsoft Windows 98/2000/Me/XP 日文版 |
| CPU                  | Pentium Ⅱ 600MHz以上                   |
| RAM可用空間          | 128Megabyte以上                        |
| 顯示卡               | 解析度640×480以上，顯示色彩6萬色以上   |
| 音效卡               | 可播放WAV檔案的PCI音效卡               |
| 光碟機讀取CD-ROM速率 | 8倍速以上                              |
| DirectX版本          | 7.0以上                                |

## 官方同人誌
《魔法老師 姓名與注釋集》（『魔法先生ネギま!』ネーム&注釈集）
赤健2003年8月16日發行。
《涅吉之壁》（ネギまの壁）
赤健2003年12月29日發行。
《涅吉的工作坊》（ネギまの働く城）
赤健2004年8月15日發行。

## 外部連結
- 魔法老師！&魔法老師！？ KONAMI產品網頁 （页面存档备份，存于）（魔法先生精品及PS2版遊戲的官方綜合網頁）
- Marvelous Interactive遊戲網頁 （页面存档备份，存于） (魔法先生GBA / NDS /Wii版遊戲的官方網頁)